# Modderena namibiae
Modderena namibiae är en insektsart som beskrevs av Pieter D. Theron 1986. Modderena namibiae ingår i släktet Modderena och familjen dvärgstritar. Inga underarter finns listade i Catalogue of Life.